# Zaidín (ort)
Zaidín är en ort i Spanien.   Den ligger i provinsen Provincia de Huesca och regionen Aragonien, i den östra delen av landet, 400 km öster om huvudstaden Madrid. Zaidín ligger 162 meter över havet och antalet invånare är 1 721.
Terrängen runt Zaidín är huvudsakligen platt, men söderut är den kuperad. Runt Zaidín är det ganska glesbefolkat, med 26 invånare per kvadratkilometer. Närmaste större samhälle är Fraga, 11,4 km sydost om Zaidín. Trakten runt Zaidín består till största delen av jordbruksmark.